# Morebilus diversus
Morebilus diversus is een spinnensoort uit de familie Trochanteriidae. De soort komt voor in het noorden van Australië.